# جندخ
جُنْدُخ (الاسم العلمي deticus)، جنس جنادب من فصيلة الجندب الأمريكي. أعطانه أوروبا وشمال أفريقيا وآسيا.

## الأنواع
- Decticus albifrons (Fabricius, 1775)
- Decticus annaelisae Ramme, 1929
- Decticus hieroglyphicus Klug, 1829
- Decticus nigrescens Tarbinsky, 1930
- Decticus verrucivorus (Linnaeus, 1758)